# Северо-Восточная Сибирь
Се́веро-Восто́чная Сиби́рь — физико-географическая страна на крайнем северо-востоке Евразии. Расположена на стыке трёх литосферных плит — Евразийской, Северо-Американской и Тихоокеанской, что определило исключительно сложный рельеф территории. К тому же в течение длительной геологической истории здесь неоднократно происходили кардинальные перестройки текто- и морфогенеза.
Если принять, что территория Северо-Восточной Сибири соответствует позднемезозойской Верхояно-Чукотской складчато-покровной области, то её границами служат: на западе — долины реки Лены и нижнего течения реки Алдан, откуда, пересекая Джугджур, граница выходит к Охотскому морю; на юго-востоке граница проходит по низменности от устья Анадыря до устья Пенжины; на севере — моря Северного Ледовитого океана; на юге и востоке — моря Тихого океана. Некоторые географы не включают в состав Северо-Восточной Сибири тихоокеанское побережье, проводя границу по водоразделу рек бассейнов Северного Ледовитого и Тихого океанов.
В докембрии и палеозое на этой территории появились срединные массивы в виде отдельных микроконтинентов (Колымо-Омолонский и др.), которые во время мезозойской складчатости были вплетены в кружева складчатых гор. В конце мезозоя территория испытала пенепленизацию. В это время здесь был ровный тёплый климат с хвойно-широколиственными лесами, а по суше на месте Берингова пролива сюда проникала североамериканская флора. Во время альпийской складчатости мезозойские структуры были расколоты на отдельные блоки, одни из которых поднялись, а другие опустились. Срединные массивы поднялись целиком, а там, где они раскалывались, выходила лава. В это же время опустился шельф Северного Ледовитого океана и рельеф Северо-Восточной Сибири приобрёл облик амфитеатра. Самые высокие его ступени идут по западной, южной и восточной границе территории (Верхоянский хребет, Сунтар-Хаята и Колымское нагорье). Ступенью ниже идут многочисленные плоскогорья на месте срединных массивов (Янское, Эльгинское, Юкагирское и др.) и хребет Черского с высшей точкой Северо-Восточной Сибири — горой Победа (3003 м). Низшей ступенью являются заболоченные Яно-Индигирская и Колымская низменности.

## Климат
Климат Северо-Восточной Сибири резко континентальный. Почти вся Северо-Восточная Сибирь лежит в пределах арктического и субарктического климатических поясов. Температура в среднем ниже −10°. Лето прохладное, а зима холодная.
Северо-Восточную Сибирь можно поделить на три климатические зоны:
- зона арктических пустынь,
- тундровая зона.
- таёжная зона.

## Гидрография
Северо-Восточная Сибирь расчленена сетью многих рек, стекающих к морям Лаптевых и Восточно-Сибирскому. Наиболее крупные из них — Яна, Индигирка и Колыма — текут почти в меридиональном направлении с юга на север. Прорезая горные хребты в узких глубоких долинах и принимая здесь многочисленные притоки, они уже в виде многоводных потоков выходят на северные низменности, где и приобретают характер равнинных рек.
Большинство рек питается главным образом за счёт таяния снежного покрова в начале лета и летних дождей. Некоторую роль в питании рек играют грунтовые воды, таяние снега и ледников в высоких горах, а также наледей. Более 70 % годового стока рек приходится на три календарных летних месяца.
Наиболее крупная река Северо-Восточной Сибири — Колыма (площадь бассейна — 643 тыс. км², длина — 2129 км) — начинается в Верхнеколымском нагорье. Несколько ниже устья реки Коркодон Колыма входит в пределы Колымской низменности; долина её здесь резко расширяется, падение и скорость течения уменьшаются, и река постепенно приобретает равнинный облик. Вблизи Нижнеколымска ширина реки достигает 2-3 км, а среднегодовой расход равен 3900 м³/сек (сток около 123 км³ воды).

Истоки второй крупной реки — Индигирки (длина — 1980 км, площадь бассейна — 360 тыс. км²) — расположены в районе Оймяконского плоскогорья. Пересекая хребет Черского, она течёт в глубокой и узкой долине с почти отвесными склонами; в русле Индигирки здесь часто встречаются пороги. Затем река выходит на равнину Среднеиндигирской низменности, где разбивается на рукава, разделённые песчаными островами. Ниже посёлка Чокурдах начинается дельта, площадью 7700 км². Индигирка имеет сток за год свыше 57 км³ (среднегодовой расход — 1800 м³/сек).
Западные районы страны дренируются Яной (длина — 1490 км, площадь бассейна — 238 тыс. км²). Её истоки — реки Дулгалах и Сартанг — стекают с северного склона Верхоянского хребта. После их слияния в пределах Янского плоскогорья река течёт в широкой долине с хорошо развитыми террасами. В средней части течения, где Яна пересекает отроги горных хребтов, долина её сужается, а в русле появляются пороги. Низовья Яны расположены на территории приморской низменности; при впадении в море Лаптевых река образует большую дельту (площадью около 5200 км²).
Яна отличается длительным летним половодьем, что обусловлено постепенным таянием снежного покрова в горных районах её бассейна и обилием летних дождей. Наиболее высокие уровни воды наблюдаются в июле и августе. Среднегодовой расход составляет 1000 м³/сек, а сток за год свыше 31 км3.
Большинство озёр Северо-Восточной Сибири расположено на северных равнинах, в бассейнах Индигирки и Алазеи. Здесь встречаются места, где площадь озёр не меньше площади разделяющей их суши. Обилие озёр, которых насчитывается несколько десятков тысяч, обусловлено малой пересечённостью рельефа низменностей, затруднёнными условиями стока, повсеместным распространением вечной мерзлоты. Чаще всего озёра занимают термокарстовые котловины или понижения в поймах и на речных островах. Все они отличаются небольшими размерами, плоскими берегами, малыми глубинами (до 4-7 м). В течение семи-восьми месяцев озёра скованы мощным ледяным покровом; очень многие из них в середине зимы промерзают до дна.

## Ресурсы
На территории Северо-Восточной Сибири имеется: золото, олово, полиметаллы, вольфрам, ртуть, молибден, сурьма, кобальт, мышьяк, каменный уголь.
В отличие от других частей Сибири количество высококачественной древесины здесь сравнительно невелико.